# 삼천포역
삼천포역(三千浦驛)은 경상남도 사천시에 위치했던 진삼선의 역이었다. 남해로의 피서 목적으로 여름에는 협동호 특급열차가 운행했던 것으로 보인다. 도로교통의 발달로 인해 1980년에 여객열차 운행이 중단되었으며, 1990년에 폐역되었다. 옛 역사는 민간 상업용도로 사용되고 있다가 49층 규모의 주상복합아파트를 착공하기 위해 철거되었다.

## 연혁
- 1965년 9월 24일 : 보통역으로 영업 개시[2]
- 1965년 12월 17일 : 역사 준공
- 1980년 10월 1일 : 여객, 화물, 수·소화물 취급 중지[3]
- 1990년 1월 20일 : 폐역[4]